# Haedi

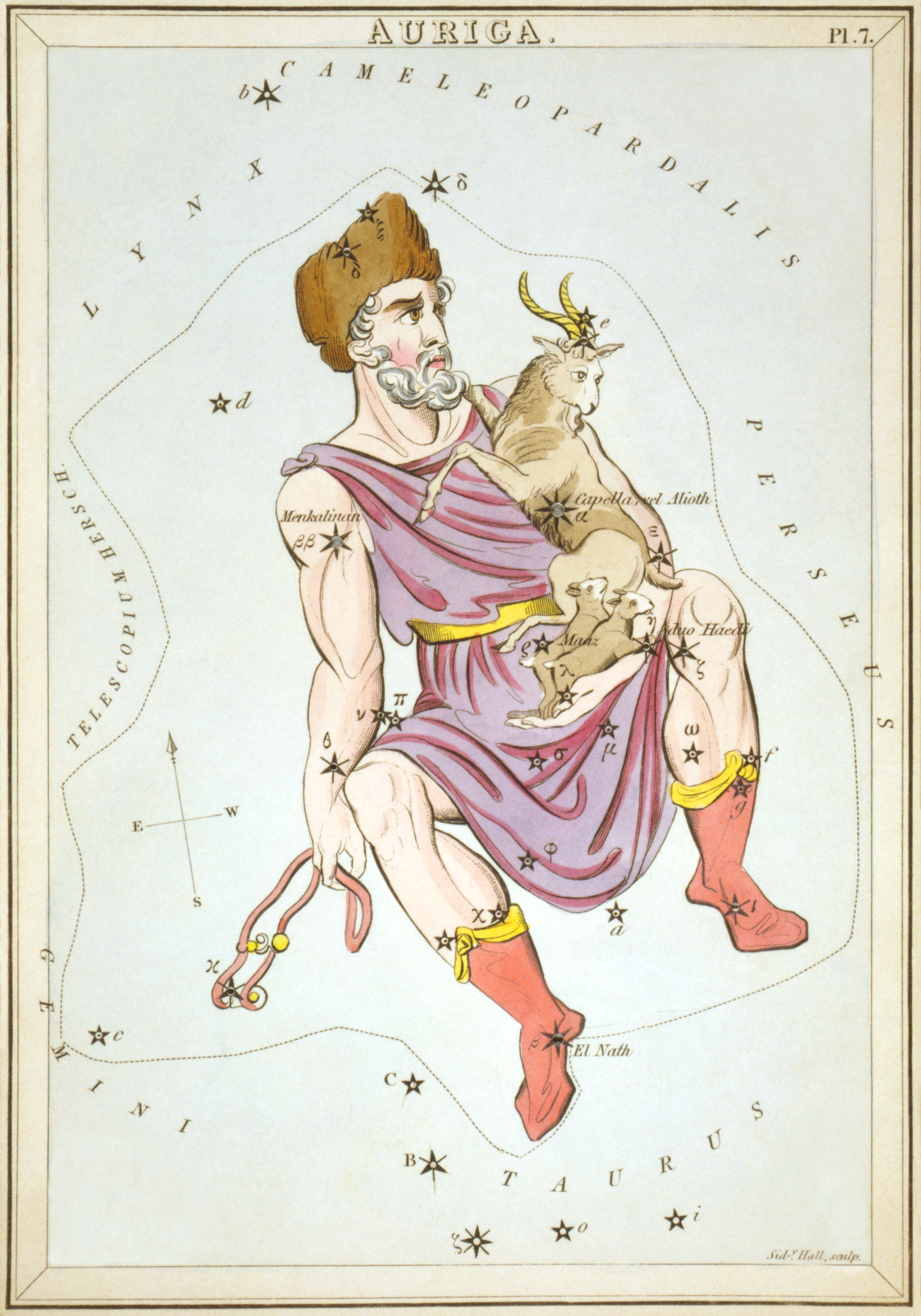
El Auriga portando la cabra y los cabritillos, representado en el Urania's Mirror, un juego de cartas de constelaciones ilustrado por Sidney Hall, Londres, hacia 1825.

Haedi (El Cabritillo o El Cabrito), es una pareja clásica de estrellas de fácil observación situada en la constelación del Auriga.
Se compone de las estrellas:
- ζ Aurigae: (Hoedus I)[1]
- η Aurigae: (Hoedus II)[2]

Hoedus es una forma de ortografía latina medieval de Haedus.
Según los autores clásicos, el astrónomo griego Cleostrato (520 a. C.-432 a. C.) fue el primero en designarlas.